# Nikkala
Nikkala – miejscowość (tätort) w Szwecji, w regionie administracyjnym (län) Norrbotten, w gminie Haparanda.
Według danych Szwedzkiego Urzędu Statystycznego liczba ludności wyniosła: 417 (31 grudnia 2015), 414 (31 grudnia 2018) i 415 (31 grudnia 2019).